# Soerensenella
Soerensenella is een geslacht van hooiwagens uit de familie Triaenonychidae.
De wetenschappelijke naam Soerensenella is voor het eerst geldig gepubliceerd door Pocock in 1903. 

## Soorten
Soerensenella omvat de volgende 4 soorten:
- Soerensenella bicornis
- Soerensenella formosana
- Soerensenella prehensor
- Soerensenella rotara